# Đurđica
Đurđica (lat. Convallaria), maleni je biljni rod mirisnih trajnica kojemu pripadaju tri vrste, od kojih je najpoznatija đurđica (Convallaria majalis). Convallaria pripada porodici Asparagaceae ili šparogovki, a ime roda dolazi od latinskog convallis (= dolina), a dao ga je otac taksonomije, Linnaeus.
Rod Convallaria raširen je Europom (C. majalis), Azijom (C. keiskei) i Sjevernom Amerikom C. pseudomajalis (Zapadna Virginia, Georgia, Kentucky, Sjeverna Karolina, Tennessee, Virginia). Cijela biljka je otrovna, konvalotoksin i konvalozid koji utječu na rad srca, ljutog je i gorkog okusa, a nakon što je se dira, potrebno je dobro oprati ruke.
Đurđice vole polusjenovita i umjereno vlažna mjesta, cvjetovi su joj dvospolni, može biti samooplodna, ili oprašivanje vrše pčele i drugi kukci.
Jedina vrsta koja raste u Hrvatskoj je C. majalis.
ima preobrazeno stablo (rizom).

## Vrste
1. Convallaria keiskei Miq.
2. Convallaria majalis L.
3. Convallaria pseudomajalis W.Bartram